# Hospital Dr. Luis Calvo Mackenna

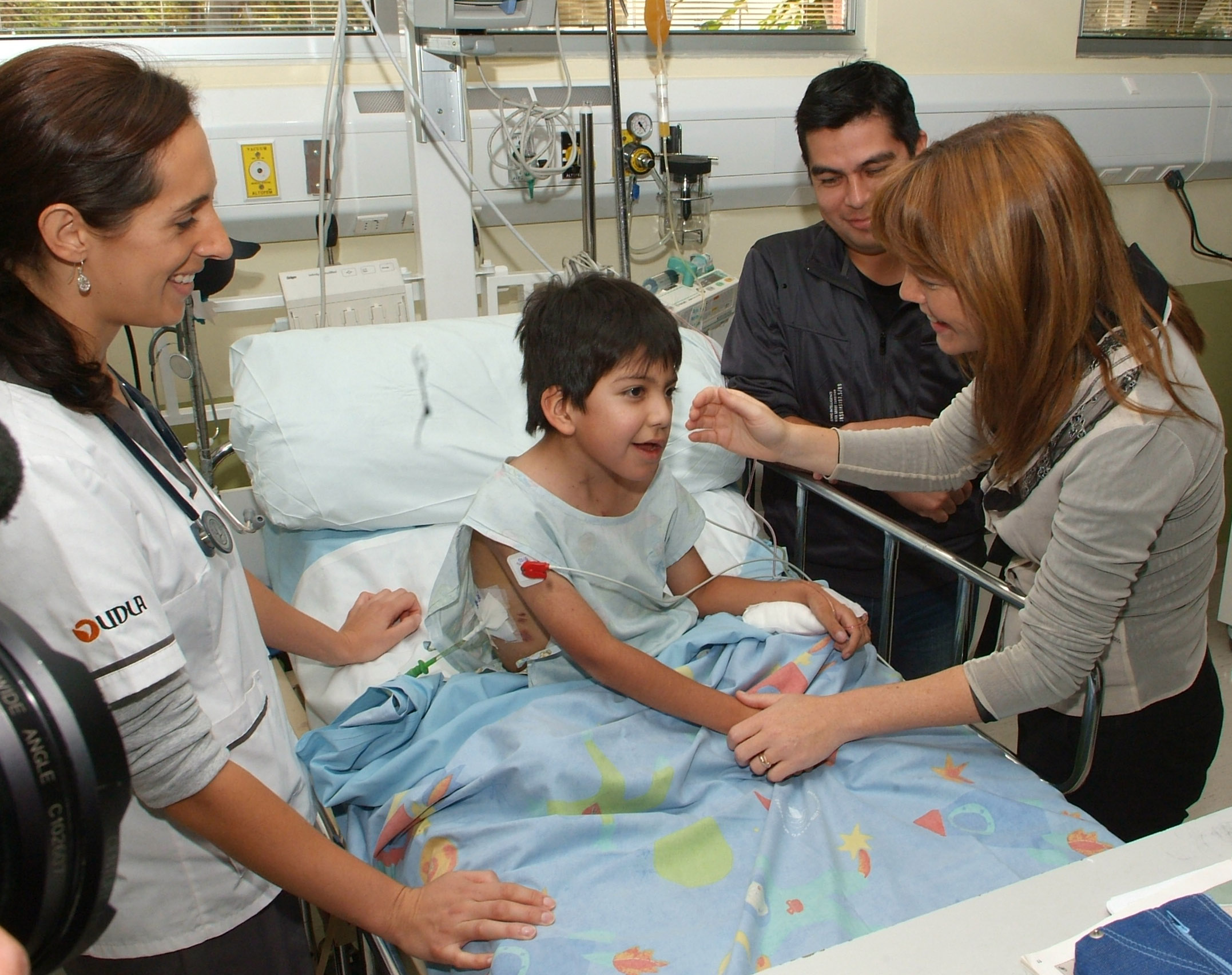
La ministra Ena von Baer visitando a un niño paciente del hospital en 2011.

El Hospital de Niños Doctor Luis Calvo Mackenna es un hospital pediátrico chileno, ubicado en la comuna de Providencia, Santiago de Chile. Es un recinto público de salud y forma parte de la red asistencial del Servicio de Salud Metropolitano Oriente.

## Historia
Fue fundado en 1942 en honor al doctor Luis Calvo Mackenna (1872-1937), destacado pediatra chileno que trabajó en la Casa Nacional del Niño, junto al doctor Aníbal Ariztía. Se convirtió el tercer hospital de la capital chilena dedicado a los niños, tras el hospital ubicado en calle Matucana, que posteriormente se convertiría en el Hospital Roberto del Río, y el Hospital Manuel Arriarán. De este último establecimiento provenían los médicos que se hicieron cargo del Calvo Mackenna desde un comienzo; los doctores Carlos Urrutia, jefe del servicio de cirugía, Helmut Jaeger y Alfredo del Río.
El profesor Jaeger posteriormente creó el Centro de Cirugía Cardiovascular, y en 1994 el Instituto de Cardiología Infantil (convenio entre el hospital y la Corporación Salvémosle el Corazón a un Niño), que más tarde pasó a llamarse Instituto de Cardiología Infantil Profesor Helmut Jaeger.
El 8 de mayo de 1947 se fundó en el hospital el Instituto de Rehabilitación Infantil, administrado por la Sociedad Pro-Ayuda al Niño Lisiado, que décadas más tarde se transformaría en la Fundación Teletón. Luego se crearon el Centro de Prematuros (1956), el Servicio de Psiquiatría Infantil (1960) y el Centro Oncológico Infantil (1968).
Para apoyar el trabajo del hospital fueron creadas la Fundación Profesor Aníbal Ariztía (1979) y la Corporación de Amigos del Hospital Luis Calvo Mackenna (Amicam).